# Karl Mannheim
Karl Mannheim (27. března 1893 Budapešť – 9. ledna 1947 Londýn) byl židovsko-maďarský sociolog, sociální filosof a zakladatel sociologie vědění.

## Biografie
Karl Mannheim se narodil v Budapešti maďarskému otci, obchodníkovi s textilem a německé matce, oba byli židovského původu. Univerzitu začal studovat v Berlíně pod vedením Georga Simmela. Následně se vrátil do Maďarska, kde se dostal do prostředí levicově orientované mladé inteligence – zde byl významnou postavou filosof-marxista György Lukács.
Po první světové válce proběhl v Maďarsku neúspěšný pokus o komunistickou revoluci, po němž musela řada intelektuálů Maďarsko opustit. Mannheim se stěhuje do Heidelbergu, kde se seznamuje s M. Heideggerem a A. Weberem. Vůči Weberovi se svárlivý Mannheim počal velmi záhy kompetitivně negativně vymezovat, což nakonec vedlo k jeho přesunu do Frankfurtu nad Mohanem.
V roce 1933 je pro svůj židovský původ donucen utéci z Německa do Anglie, kde působil na London School of Economics.
Karl Mannheim zemřel v Londýně 9. ledna 1947 ve věku 53 let na infarkt myokardu.

## Dílo
- Problém sociologie vědění (1925) – vymezuje se zde vůči M. Schellerovi
- O významu konkurence v duchovní oblasti (1928)
- Problém generací (1928)
- Ideologie a utopie (1929)
- Člověk a společnost ve věku rekonstrukce (1940)